# Iperf
Iperf はネットワークパフォーマンスの測定とチューニングを行うためのツールである。これは様々なネットワークの標準化されたパフォーマンス測定値を生成できるクロスプラットフォームツールである。
Iperfにはクライアントとサーバーの機能があり、両端間のデータストリームを作成して一方向または双方向のスループットを測定できる。一般的なiperf出力には、転送されたデータ量と測定されたスループットのタイムスタンプ付きのレポートが含まれる。
データストリームはTransmission Control Protocol (TCP) または User Datagram Protocol (UDP)のいずれかである:
- UDP: UDP capacityを使用する場合、ユーザーはデータグラムサイズを指定可能。データグラムスループットとパケット損失の結果が得られる。
- TCP: TCP capacityを使用する場合、iperfはペイロードのスループットを測定する。Iperfはメビバイトに1024×1024 、メガバイトに1000×1000を使用する。

IperfはC言語で記述されたオープンソースソフトウェアであり、Linux、Unix、Windows（直接またはCygwin内）を含む様々なプラットフォームで実行される。ソースコードが利用できるため、ユーザーは測定方法を精査することができる。
Iperfはttcpと互換性のある最新の代替手段としてイリノイ大学の米国立スーパーコンピュータ応用研究所でNational Laboratory for Applied Network Research (NLANR)のDistributed Applications Support Team (DAST)によって開発され、アメリカ国立科学財団による資金提供の終了により2006年12月31日に閉鎖された。

## iperf3
Iperf3はiperfを最初から書き直し、より小さく単純なコードベースとして作成された。また、他のプログラムが提供された機能を使用できるようにするライブラリバージョンも含まれている。他の変更点はiperf3がシングルスレッドであるのに対し、iperf2はマルチスレッドである。 Iperf3は2009年に開始され、2014年1月に最初のリリースが行われた。Iperf3はiperf2との後方互換性はない。